# 1977 XZ2
1977 XZ2 är en asteroid i huvudbältet som upptäcktes den 7 december 1977 av den amerikanska astronomen Schelte J. Bus vid Palomar-observatoriet.
Asteroiden har en diameter på ungefär 6 kilometer och den tillhör asteroidgruppen Koronis.